# Delphi (fejlesztőkörnyezet)
A Delphi az Embarcadero Technologies vállalat (korábban a Borland Software Corporation, illetve a CodeGear) Windows grafikus felületen futó Object Pascal alapú negyedik generációs (4GL) integrált fejlesztői környezete, amely a VCL, a vizuális komponensek könyvtára segítségével kifejezetten magas szintű és hatékony fejlesztést tesz lehetővé. Ugyanez a könyvtár és fejlesztési felület az alapja a Borland C++ Builderének is.
A Borland 2006-ban kiadta a Turbo termékcsaládot: Turbo Delphi for Win32, Turbo Delphi for .Net, Turbo C++, Turbo C#. Minden szoftver két változatban érhető el: a Professional verziók megvásárolható termékek, míg az Explorer jelzésűek ingyen letölthetők a cég honlapjáról. Utóbbiak főleg diákoknak és hobbifejlesztőknek készültek, ugyanakkor nagy tudású fejlesztőeszközök és a velük fordított program szabadon értékesíthető.

## Klónok

### Kylix
A Borland hivatalos Linux-ra szánt Delphi verziója. Sajnos a Linux környezetben nem volt igazán hajlandóság a borsos árú termék megvásárlására. Mivel Kylix lelkét a fordítót és az IDE-vel integrált debugger forráskódját a Borland nem adta ki, a program nem volt túl sikeres a programozók körében, így a fejlesztése mára már teljesen leállt.

### Lazarus
1999-ben indult útjára a Lazarus projekt. A fejlesztés célja, hogy egy teljesen ingyenes IDE-t adjanak a programozók kezébe. Legnagyobb előnye, hogy – amennyiben nem használunk platform-specifikus megoldásokat – a kód bármilyen rendszerre lefordítható. A rendszer, egyébként, a Free Pascal fordítóra épül. Noha még nem fejezték be, máris számos hívet toborzott a Lazarus, főként a kezdő és a hobbiból programozók körében, azonban üzleti szoftverekhez is használják.

## Delphi verziók

### Borland (1995−2007)
Borland Delphi
A Borland Delphi első verziója 1995-ben jelent meg, később Borland Delphi 1 néven hivatkoztak rá. A fejlesztőkörnyezet egy korai példája a gyors alkalmazásfejlesztés integrált eszközeinek. Ez a verzió 16 bites Windows alkalmazások fejlesztésére készült. A Delphit a Borland Turbo Pascal for Windowsra építve fejlesztették ki. Ez a termék a Borland Turbo Pascal termékének Windows fejlesztésre készült utóda. A Borland Pascal korai verzió a Pascal programozási nyelvet támogatták, később a nyelvet kiegészítették az objektumorientált programozás támogatásával, e nyelvváltozat neve Object Pascal. A Delphi elsődleges nyelve az Object Pascal, amelynek fejlesztése folyamatosan folyt.
Borland Delphi 2
A második, 2.0-s változat, amely már a 32 bites alkalmazások készítését is lehetővé tette, 1996-ban jelent meg. Ez a verzió már a Quickreport jelentéskészítő komponenst tartalmazta, a korábbi ReportSmith helyett.
Borland Delphi 3
A Borland Delphi 3-at 1997-ben adták ki. Számos újítást tartalmazott, például COM integrációt, új Windows vezérlőket, hibakeresést segítő technológiát (Code Insight), a fejlesztéshez használható új komponenscsomagokat, statisztikai adatok megjelenítéséhez használható komponenseket. Két változatban készült, a kisebb, kevesebb szolgáltatást nyújtó verziót Standardnak, a nagyobb verziót Client/Server Suite-nak hívták.
Inprise Delphi 4
Az Inprise előnévvel megjelent Delphi 4-et 1998-ban adták ki. A fejlesztőkörnyezetet radikálisan átalakították, a fejlesztők testre szabhatták az általuk használt ablakok méretét és pozícióját. Számos egyéb újítása között említhető például a dinamikus tömbök és a Windows 98 támogatása. Ez is a Delphi 3-nál leirt két változatban készült.
Borland Delphi 5
A Borland Delphi 5 1999-ben jelent meg. Újításai között említhető a keretek (frame) támogatása, honosítási támogatás, az XML támogatása, és az ADO. Ezt is két változatban adták ki, a kisebb továbbra is Standard néven, míg a nagyobb Enterprise Edition néven került forgalomba.
Borland Delphi 6
A Borland Delphi 6 2001-ben jelent meg. A verzió nem tartalmazott jelentős újításokat, kiadásának fő célja a Borland arra való törekvésében keresendő, hogy a fejlesztőkörnyezetben lehetőséget kívántak adni linuxra való fejlesztésre is. A Delphi 6 volt az első olyan verziója a Delphinek, amelyből a Personal Edition-t (a legkisebb csomag) egy regisztráció áráért ingyenesen elérhetővé tette a Borland (ezen verzió ma már nem érhető el). Természetesen ugyanúgy volt nagyobb, bővebb, fizetős változata is, mint az előző verziónál.
Borland Delphi 7
A Borland Delphi 7 2002-ben jelent meg, és ezt a verziót vette használatba a legtöbb Delphi fejlesztő, e tekintetben túlszárnyalt minden más kiadást. Újításai között említhetőek a webes fejlesztés támogatásának bővítése, és a Windows XP témák támogatása. Ez volt az utolsó olyan Delphi verzió, amely használatához nem volt szükséges az internetes aktiválás.
Borland Delphi 8 (Borland Delphi 2003)
A Borland Delphi 8 2003-ban jelent meg. A kiadás egyedüli célja a .NET támogatása volt, a verzióval csak .NET alkalmazásokat lehetett készíteni. A fejlesztőkörnyezetet átalakították, hasonlatossá tették a Microsoft Visual Studióhoz. A Delphi 8 nem nyerte el fejlesztők tetszését, rossz minőségű, hibás terméknek találták, és hiányolták a natív Windows alkalmazások készítésének lehetőségét.
Borland Delphi 2005
A 2005-ben megjelent új verzióban a fejlesztők igényeinek megfelelően ismét lehetővé tették a natív Windows alkalmazások készítését. A nyelvi újítások között kiemelendő a for ... in szerkezet, amely a C# foreach-ének felel meg. A Delphi 2005, hasonlóan a korábbi verzióhoz, számos kritikát kapott stabilitási problémái miatt.
Borland Delphi 2006
Még 2005-ben kiadták a Borland Delphi 2006-ot, amely lehetővé tette a C#, a Delphi.NET és a C++ használatát, valamint a natív Windows fejlesztést.
Codegear Delphi 2007
A CodeGear által kiadott Delphi 2007 (kódneve: Highlander), 2007. március 16-án jelent meg, legfőbb újítása a .NET 2.0 támogatása volt.

### Embarcadero (2009−)
2008 vége felé megjelent a Delphi 2009, vadonatúj kezelőfelülettel és a korábbi verziókban nem tapasztalt extrákkal.
2007 vége felé, esetleg 2008 elején jelent volna meg a Microsoft Visual Studio-hoz képest jelentős lemaradással a Delphi Win64, mellyel natív 64 bites alkalmazásokat készíthetünk. Valószínűleg ennek a fejlesztését félbehagyták, nem fogják kiadni.[forrás?]
A Delphi 2010-zel már érintés alapú grafikus felületeket is létre lehet hozni.
2010-ben jelent meg a Delphi XE, amely támogatja az Amazon EC2-t és a Microsoft Azure-t.
A Delphi XE2 verziója 2011 szeptemberében jelent meg, és már natívan támogatja a 64 bites alkalmazások fejlesztését. A VCL mellé újonnan bevezetett FireMonkey könyvtár segítségével a Windows mellett Apple Mac OS X, Apple iPhone, iPod Touch és iPad mobil eszközökre is lehetséges alkalmazásokat fejleszteni.
Egy oldalhajtás a Delphi for PHP. Ennek segítségével a Delphiben megszokott vizuális módon tervezhetünk PHP oldalak felhasználói felületét a VCL for PHP felhasználásával.
Embarcadero Delphi XE3
2012 szeptember 4-én megjelent a RAD Studio XE3, amely tartalmazza a Delphi XE3 és C++Builder modulokat.
A Delphi XE3 kompatibilis a 32 bites és 64 bites változatú Windows-al egyaránt (beleértve a Windows 8-at is) és támogatja a Mac OS X A Firemonkey 2 / FM² framework-öt.
Embarcadero Delphi XE4
2013 április 22-én megjelent A RAD Studio XE4, amely tartalmazza a Delphi XE4, és C ++ Buildert.
Ez a verzió két új fordítóprogramot tartalmaz a Delphi mobil alkalmazások fejlesztésére.
Embarcadero Delphi XE5
2013 szeptember 12-én megjelent a RAD Studio XE5, amely magában foglalja a Delphi XE5 és C ++ Buildert.
Támogatja a következő Android rendszereket: Gingerbread (2.3.3-2.3.7), Ice Cream Sandwich (4.0.3-4.0.4) and Jelly Bean (4.1.x, 4.2.x, 4.3.x) és az iOS 7-et.
Embarcadero Delphi XE6
2014 április 15-én megjelent a RAD Studio XE6, amely tartalmazza a Delphi XE6 és C ++ Buildert.
A RAD Studio XE6 már támogatja az Android 4.4 KitKat rendszert is. Azt is lehetővé vált, hogy létrehozzunk FireMonkey mobil alkalmazásokat Android alá.
Embarcadero Delphi XE7
2014 szeptember 2-án megjelent a RAD Studio XE7, amely tartalmazza a Delphi XE7 és C ++ Buildert.
A Delphi / Object Pascal és C ++ lehetővé teszi a fejlesztők számára, hogy kiterjesszék a meglévő Windows alkalmazásokat és újakat hozzanak létre, olyan modern alkalmazásokat, amelyek összekötik az asztali és mobileszközöket.
Embarcadero Delphi XE8
2015 április 7-én megjelent a RAD Studio XE8, amely tartalmazza a Delphi XE8 és C ++ Buildert.
Embarcadero Delphi 10 Seattle
2015 augusztus 31-én megjelent a RAD Studio 10 Seattle, amely tartalmazza a Delphi és C ++ Buildert.

## Embarcadero Developer Network
A Microsoft MSDN kezdeményezéséhez hasonlóan az Embarcadero is rendelkezik a fejlesztőket segítő hálózattal, melyet Embarcadero Developer Networknek neveznek.

## Példakódok
A klasszikus „Hello, World!” alkalmazás megvalósítása Delphiben:
```
 
program
 
HelloWorld
;

 
{$APPTYPE CONSOLE}

 
begin

   
WriteLn
(
'Hello, World!'
)
;

   
ReadLn
;

 
end
.

```

A klasszikus „Hello, World!” alkalmazás objektumorientált változata:
```
 
program
 
HelloWorld
;

 
{$APPTYPE CONSOLE}

 
type

   
THelloWorld
 
=
 
class

     
procedure
 
Put
;

   
end
;

 
var

   
HelloWorld
:
 
THelloWorld
;

 
procedure
 
THelloWorld
.
Put
;

 
begin

   
WriteLn
(
'Hello, World!'
)
;

 
end
;

 
begin

   
HelloWorld
 
:=
 
THelloWorld
.
Create
;

   
try

     
HelloWorld
.
Put
;

   
finally

     
HelloWorld
.
Free
;

   
end
;

 
end
.

```